# Draginje (Ulcinj)
Pour les articles homonymes, voir Draginje.
Draginje (en serbe cyrillique : Драгиње) est un village du sud-est du Monténégro, dans la municipalité d'Ulcinj.

## Démographie

### Évolution historique de la population
| 1948 | 1953 | 1961 | 1971 | 1981 | 1991 | 2003 |
| ---- | ---- | ---- | ---- | ---- | ---- | ---- |
| 139  | 165  | 172  | 196  | 199  | 203  | 163  |